# Rio Passa-Cinco
O rio Passa-Cinco é um rio brasileiro do estado de São Paulo. É um afluente do rio Corumbataí.